# میودراگ نیکولیچ
میودراگ نیکولیچ (سیریلیک صربی: Миодрaг "Сија" Николић؛ ۲۲ اوت ۱۹۳۸ – ۱۷ فوریهٔ ۲۰۰۵) بازیکن بسکتبال اهل یوگسلاوی بود.
وی در مسابقات کشوری و بین‌المللی در مجموع برندهٔ ۲ مدال طلا، ۳ مدال نقره، ۱ مدال برنز شده‌است.